# Uzwil
Uzwil est une commune suisse du canton de Saint-Gall, située dans la circonscription électorale de Wil.

## Géographie

Photo aérienne (1949).

La commune est formée par les villages de Niederuzwil, Uzwil, Henau, Algetshausen, Niederstetten, Oberstetten et Stolzenberg.
Avec une population de 12 000 habitants, Uzwil est la cinquième commune du canton de Saint-Gall. Le village d’Uzwil lui-même compte 5 000 habitants et celui de Niederuzwil 6 000 habitants.
Le point le plus bas de la commune se situe au lieu de confluence de la Glatt et de la Thur, à 496 m d’altitude. Le point culminant est le Vogelsberg, à 702 m d’altitude.

## Histoire
Gill, l’ancien nom d’Uzwil, a des racines celtiques. Henau apparaît pour la première fois en 754 sous le nom de « Villa Aninauva ».
À la fin du XIXe siècle, le village se développe avec la construction de la ligne de chemin de fer et des entreprises des frères Benninger et d’Adolf Bühler.

## Économie
- Bühler, groupe technologique[3],[4]
- Benninger, machines textiles[5],[6]

## Transports
- Ligne ferroviaire CFF Zurich-Saint-Gall
- Ligne de bus pour Bischofszell et Wil
- Autoroute A1, sortie 78

## Culture et patrimoine

### Héraldique
| Blason | Blasonnement : D'azur à la demi-roue d'argent surmontée de trois épis d'or, la médiane en pal, les deux autres respectivement en bande et en barre. |

### Personnalités
- Ralph Stöckli, joueur de curling suisse.
- Margrith Bigler-Eggenberger (1933-2022), juriste suisse.

### Monuments et curiosités
- Église paroissiale du Christ-Roi (1933-1934) à Niederuzwil
- Église réformée (1756) à Oberuzwil